# Coratina

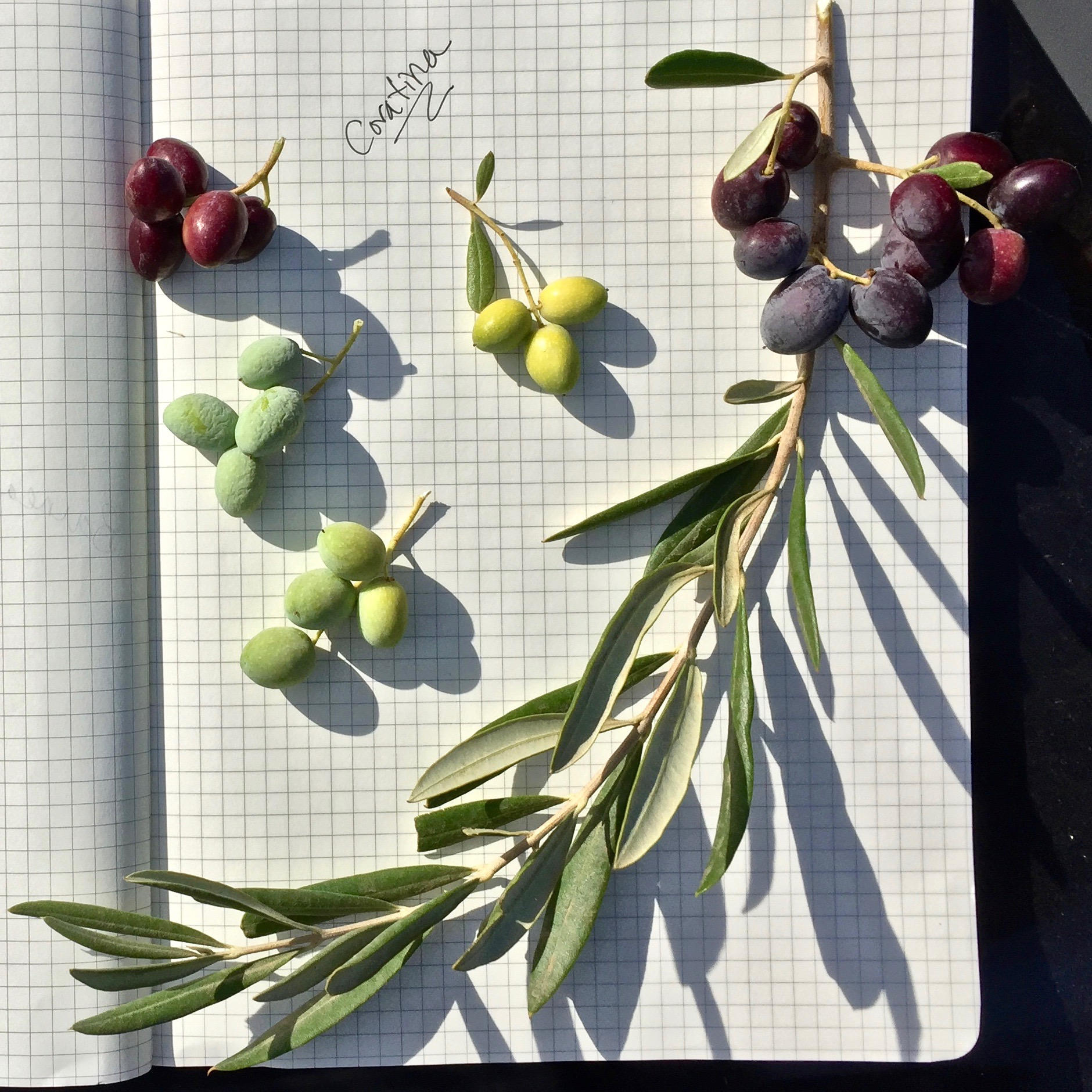
Coratina in verschiedenen Reifungsstadien

Coratina ist eine italienische Olivensorte, die ursprünglich – daher der Name – aus dem apulischen Corato stammt.

## Verbreitungsgebiet
Sie wird vielfach im Raum Bari, aber auch im übrigen Apulien geerntet und zu Olivenöl verarbeitet. Sie zählt zu den wichtigsten Olivensorten unter den 538 Sorten Italiens. Sie wird seit wenigen Jahren auch in Kalifornien angebaut, davor bereits in Australien. Auch auf der Halbinsel Istrien wird sie angebaut.

## Merkmale, Bestäubung
Die Bäume tragen graugrüne Blätter. Dank eines hohen Polyphenolanteils besitzt die Olive einen pfefferigen Geschmack. Ihr Vorzug gegenüber der spanischen Arbequina liegt dort in ihrer differierenden Erntezeit.
Der Baum, der diese Sorte hervorbringt, ist allein nicht fortpflanzungsfähig, er braucht also Pollinatoren. Zu diesen zählen Cellina di Nardò, Ogliarola, Frantoio und Moraiolo. Coratina selbst wird gleichfalls als Pollinator eingesetzt, allerdings nur für die Sorte Ogliarola barese.

## Belege
1. ↑  Luana Ilarioni, Primo Proietti: Olive tree cultivars, in: Claudio Peri (Hrsg.): The Extra-Virgin Olive Oil Handbook, John Wiley & Sons, 2014, S. 61.
2. ↑  California Agriculture 65 (2011), S. 39.
3. ↑  Luana Ilarioni, Primo Proietti: Olive tree cultivars, in: Claudio Peri (Hrsg.): The Extra-Virgin Olive Oil Handbook, John Wiley & Sons, 2014, ISBN 978-1118460450, S. 65.